# Stazione di Casalgrande
La stazione di Casalgrande è una stazione ferroviaria posta sulla ferrovia Reggio Emilia-Sassuolo, a servizio del comune di Casalgrande. È gestita dalle Ferrovie Emilia-Romagna (FER).

## Storia
La stazione venne attivata il 7 settembre 1891.

## Strutture e impianti
La stazione è dotata di due binari, serviti da un marciapiede alto (55 cm). Non sono presenti sottopassi.
Il sistema di informazioni ai viaggiatori è esclusivamente sonoro, senza tabelloni video di stazione.

## Movimento
La stazione è servita dai treni regionali in servizio sulla tratta Reggio Emilia-Sassuolo, con undici corse quotidiane tra i due capolinea.. I treni sono svolti da Trenitalia Tper nell'ambito del contratto di servizio stipulato con la regione Emilia-Romagna.
A novembre 2019, la stazione risultava frequentata da un traffico giornaliero medio di circa 516 persone (222 saliti + 294 discesi).